# Syagrus comosa
Syagrus comosa är en enhjärtbladig växtart som först beskrevs av Carl Friedrich Philipp von Martius, och fick sitt nu gällande namn av Carl Friedrich Philipp von Martius. Syagrus comosa ingår i släktet Syagrus och familjen Arecaceae. Inga underarter finns listade i Catalogue of Life.